# 臺灣蕨盲蝽
臺灣蕨盲蝽（学名：Bryocoris (Bryocoris）为盲蝽科蕨盲蝽屬下的一个种。